# Franjo Batagelj
Franc Batagelj, slovenski politik, * 4. julij 1939, Kromberk, † 9. december 2006, Šempeter pri Gorici.
Med letoma 1997 in 2000 je bil član Državnega sveta Republike Slovenije.
Po tem je bil izvoljen za predsednika društva za negovanje rodoljubnih tradicij organizacije TIGR Primorske, ki ga je vodil do svoje smrti v začetku decembra 2006.
Po smrti zaradi akutnih srčnožilnih težav je njegova družina sprožila sodni spor zaradi po njihovem mnenju malomarnega ravnanja zdravnikov v šempetrski bolnišnici, kjer naj bi umrl zaradi napačne diagnoze pljučne embolije.